# قلعة بيمبروك

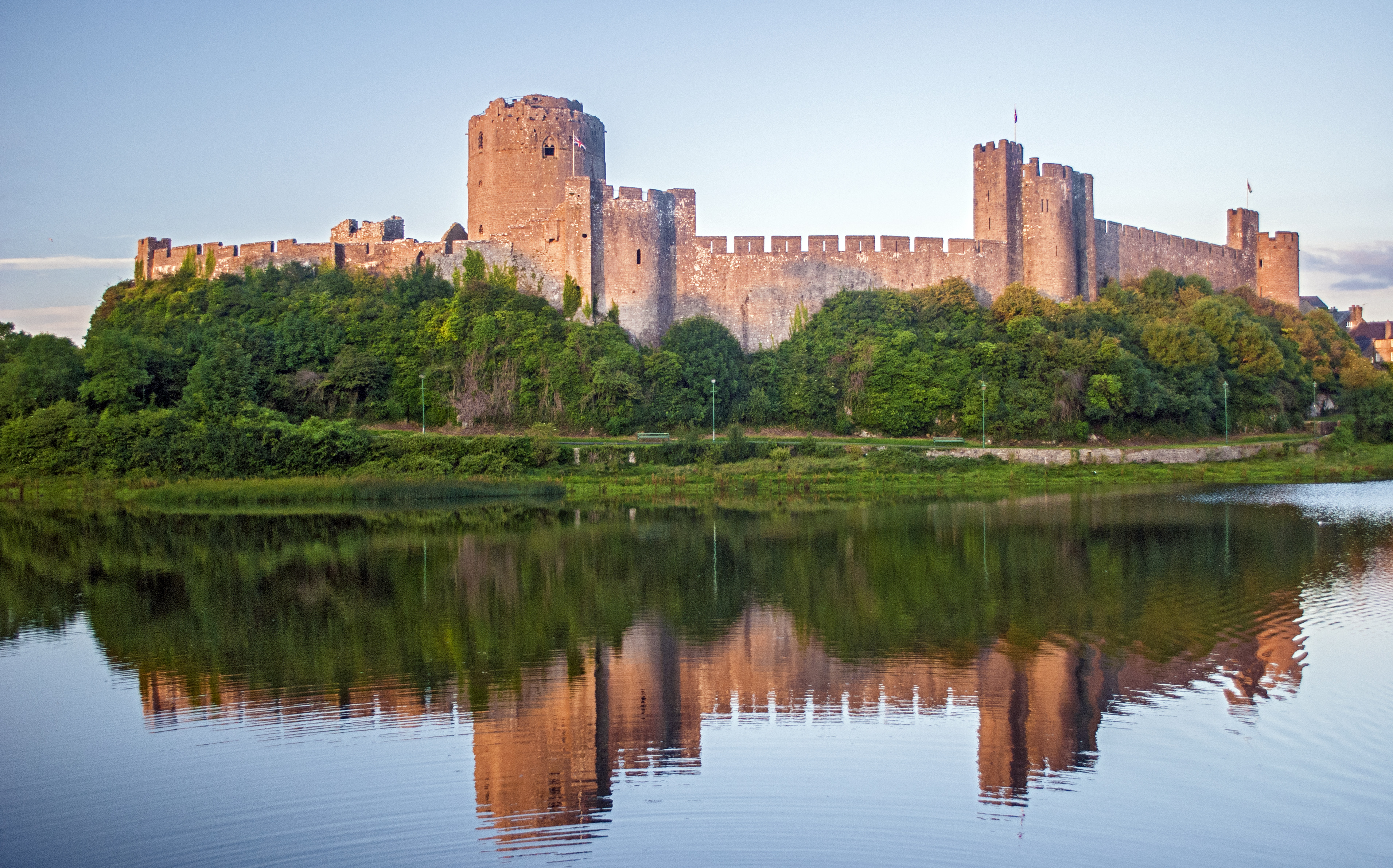
قلعة بيمبروك

قلعة بيمبروك (بالويلزية: Castell Penfro) هي قلعة قروسطية تقع في بيمبروك في مقاطعة بيمبروكشاير في ويلز. كانت القلعة مركز عائلة إيرلدوم البيبموركية الرئيسي. تُعد القلعة بناءً مدرجًا من الدرجة الأولى منذ عام 1951، إذ خضعت لعدة ترميمات منذ بدايات القرن العشرين.
في عام 1093، بنى أرنولف المونتغمري أول قلعة في الموقع عندما حصن النتوء بجانب نهر بيمبروك خلال الغزو النورماني لويلز. بعد قرن من الزمن، أعطى ريتشارد الأول القلعة إلى وليام مارشال الذي أصبح أحد أكثر الرجال النافذين في بريطانيا القرن الثاني عشر. أعاد مارشال بناء القلعة من الحجز مؤسسًا معظم البناء الموجود حاليًا.
القلعة مفتوحة للعامة وتُعد أكبر قلعة مملوكة للقطاع الخاص في ويلز.

## التشييد
تقع القلعة على شنخة (رعن) صخرية إستراتيجية عند مرفأ ميلفورد المائي. كان أول تحصين للقلعة على طريقة تحصين قلعة مونت وبالي النورمانية. كان للقلعة متاريس ترابية وحواجز خشبية.
امتلك وليام مارشال قلعة بيمبروك في عام 1189، والذي أصبح اللورد مارشال الإنجليزي، ووضع نصب عينيه تحويل الحصن الترابي والخشبي إلى قلعة حجرية مهيبة على الطراز النورماني. يحتوي الجناح الداخلي، الذي شُيد أولًا، البرج المدور ذا السطح المقبب. يمكن الدخول إلى المدخل الأصلي للطابق الأول من خلال سلالم خارجية. داخل القلعة، يصل درج حلزوني مستويات القلعة الأربعة. توجد في السطح المقبب للبرج عدة ثقوب أفقية تدعم منصة قتال خشبية. إذا هوجمت القلعة، يُمكِّن السياج الخشبي المدافعين من الخروج وراء الحوائط الضخمة للقلعة ليصبحوا فوق رؤوس المهاجمين.

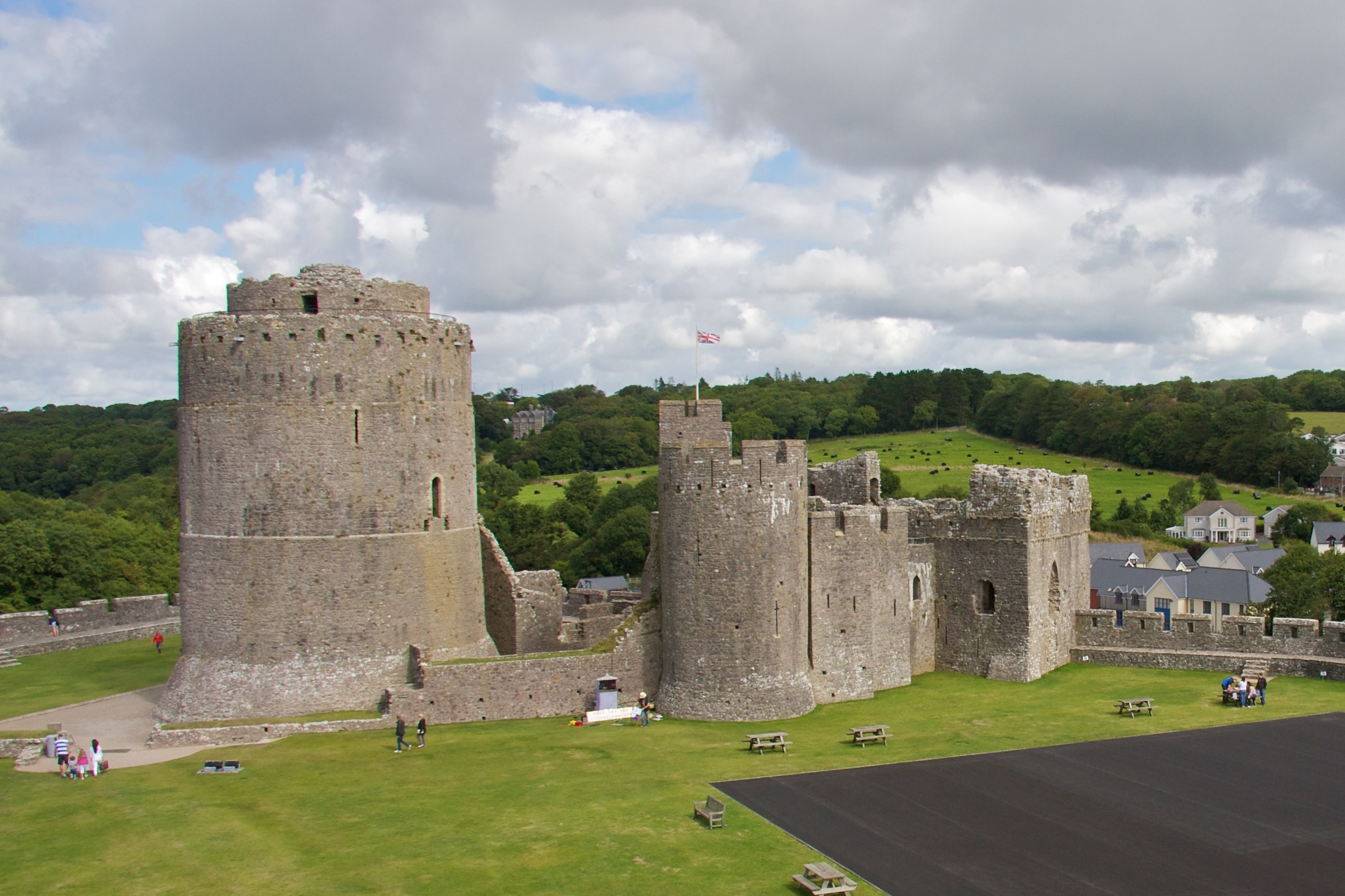
مشهد للبرج الأكبر من الجنوب

يملك الحائط الساتر للجناح الداخلي بوابة على شكل حدوة حصان. ولكن كان يلزم حائط رقيق على طول الشنخة. يحتوي هذا القسم من الجدار على برج مراقبة صغير ومنصة حجرية مربعة. تقع المباني الداخلية بما في ذلك قاعة وليام مارشال الكبرى والشقق الخاصة داخل الجناح الداخلي. يبلغ طول المبنى العائد للقرن الثالث عشر 23 مترًا مع جدران يصل سمكها إلى 6 أمتار.
في نهاية القرن الثالث عشر، أُضيفت مبانٍ جديدة إلى الجناح الداخلي، بما في ذلك قاعة كبرى جديدة. أُنشئ أيضًا درج حلزوني مؤلف من 55 درجة يقود إلى مغارة من حجر الكلس، المعروفة باسم مغارة ووغان، تحت القلعة. حُصنت المغارة، التي أنشأتها التعرية المائية الطبيعية، بحائط ومنصة حاجزة وثقوب لإطلاق السهام. قد تعمل هذه المغارة كمرفأ أو منفذ هجوم من النهر حيث يمكن نقل البضائع أو الأشخاص.
جرى الدفاع عن الجناح الخارجي ببرجي حراسة توءمين وحصن وعدة أبراج مستديرة. تبلغ سماكة الحائط الخارجي خمسة أمتار في بعض الأماكن، وقد بُني من الأحجار الغيرينية المربعة.
رغم أن قلعة بيمبروك تُعد قلعة محاطة على الطراز النورماني ببرج ضخم، يمكن وصفها بصورة أدق على أنها حصن خطي لأنها، كما قلاع نهايات القرن الثالث عشر كيرنارفون وكوني، بُنيت على شنخة صخرية محاطة بالماء. يعني هذا أنه يمكن للقوات المهاجمة الانقضاض فقط على جبهة ضيقة. من وجهة نظر معمارية، ترتكز الحوائط السميكة وأبراج قلعة بيمبروك على الجانب الأرضي المواجه للقرية، إذ يوفر نهر بيمبروك دفاعًا طبيعيًا حول بقية محيط القلعة.